# Wereldhandelsorganisatie
De Wereldhandelsorganisatie (Engels: World Trade Organization, WTO; Frans: Organisation Mondiale du Commerce, OMC; Spaans: Organización Mundial de Comercio, OMC) is een intergouvernementele organisatie die toeziet op de naleving van afspraken over de handel tussen landen. Veel van die afspraken zijn van belang voor het internationale zakendoen.

## Algemeen
De Wereldhandelsorganisatie werd opgericht in 1995. Ze kwam voort uit het General Agreement on Tariffs and Trade (GATT, Algemene Overeenkomst over Tarieven en Handel), dat in 1947 in Genève werd ondertekend door 23 landen. Het hoofdkantoor van de Wereldhandelsorganisatie bevindt zich eveneens in Genève.
De taken van de WTO zijn bevordering van internationale handel, beslechting van handelsconflicten en opheffing van handelsbarrières. De basisfilosofie van de organisatie is dat internationale handel de beste en snelste manier is om de wereld welvarender te maken en dat daarom elk obstakel voor internationale vrijhandel uit de weg moet worden geruimd.
Met 153 lidstaten en dertig aspirant-leden, vertegenwoordigde de WTO in 2002 95% van de wereldhandel. Twintig maanden na de oprichting van de WTO waren er 122 lidstaten. Sinds 30 augustus 2024 zijn er 166 leden.

## GATT
Oorspronkelijk was de voorloper van de WTO, de GATT, nooit bedoeld als een organisatie, maar slechts als een verdrag dat ondergebracht zou worden onder de International Trade Organization (ITO). De GATT bleef na het falen van de ITO een belangrijk platform voor onderhandelingen over het reduceren van importbeperkingen in de vorm douanetarieven (quota). Tijdens de Uruguay-ronde is de WTO opgericht, omdat de GATT niet langer voldeed. Van begin af aan werden bij de GATT landbouw, grondstoffen en diensten buiten beschouwing gelaten. Bovendien was er geen rechtbank of iets vergelijkbaars om overtredingen aan te pakken. Het was een multilateraal verdrag, dus werd er alleen actie ondernomen als alle lidstaten dit wilden. De GATT is dan ook nu een van de onderliggende WTO-verdragen. Nieuwe liberaliseringen over diensten, intellectuele eigendomsrechten en investeringen, konden niet worden behandeld binnen de GATT. Daar waren afzonderlijke verdragen voor, zoals de GATS. Met de oprichting van de WTO werden deze verdragen samengevoegd en kan een lidstaat niet langer het ene verdrag wel, maar het andere verdrag niet ondertekenen. Met ondertekening van het nieuwe oprichtingsverdrag van de WTO verplichten de lidstaten zich tot alle verdragen en worden sindsdien al deze verdragen als één beschouwd.
Het verschil met de GATT is vooral dat de WTO een groter internationaal secretariaat heeft (met 629 werknemers), het aantal sectoren waarover onderhandeld wordt (niet alleen goederen zoals bij GATT, maar ook diensten en intellectuele eigendomsrechten), en dat het binnen de WTO mogelijk is voor lidstaten om andere lidstaten aan te klagen wegens het overtreden van WTO-regels. De WTO kent hiervoor een geschillenbeslechtingsorgaan (Dispute Settlement Body). Bij dit orgaan kunnen de lidstaten afdwingen dat nieuwe handelsbelemmeringen ongegrond worden verklaard, waarna zij tegenmaatregelen mogen nemen in de vorm van legitieme handelsbeperkingen ter hoogte van een bepaald bedrag. Bij de GATT was er ook een geschillencommissie, maar uitspraken hiervan konden worden geblokkeerd en gingen minder ver.

## Onderhandelingsrondes
De WTO blijft in feite een permanent onderhandelingsforum, met het hoofdkantoor in Genève, dat wel een staf en een bureaucratie heeft en is dus een organisatie zoals de ITO bedoeld was. Onderhandelingen over handelsliberaliseringen vinden plaats in zogenoemde 'rondes'.
De rondes, tot 1994 onder auspiciën van GATT, zijn:
1. de Genève-ronde, 1947,
2. Annecy-ronde, 1949,
3. Torquay-ronde, 1950-1977,
4. Genève-ronde, 1956,
5. Dillon-ronde, 1960-1962,
6. Kennedy-ronde, 1962-1967,
7. Tokyo-ronde, 1973-1979,
8. Uruguay-ronde, 1986-1994,
9. Doha-ronde, 2001-2013.

Eens in de twee jaar komen de lidstaten bijeen in het kader van deze rondes, tijdens de Ministeriële Conferenties. Men probeert dan te komen tot gemeenschappelijke regels over nieuwe liberaliseringen van handel, het beslechten van belemmeringen voor handel. De Ministeriële Conferentie is het wetgevende orgaan van de WTO en daarmee is de WTO dus een organisatie die regels voorschrijft en wetten maakt waaraan haar leden zich dienen te houden.

## Handelsoverleg in de 21e eeuw
De regels en procedures van de WTO stammen uit de jaren '90, en waren afgestemd op een globale economie waarin goederen en diensten overwegend in het industriële noorden werden geproduceerd. Sedertdien echter wordt de productie meer en meer uitbesteed aan lage-loonlanden. Hierdoor zijn voor de internationale handel naast de tariefbarrières andere kwesties belangrijker geworden, zoals de bescherming van investeringen, intellectuele eigendomsrechten (patenten enzomeer), en het op elkaar afstemmen van regulering.
In de praktijk evolueert het internationale handelsoverleg mede daarom naar een tweesporenstructuur, met de WTO als koepeloverleg, aangevuld met een reeks gedecentraliseerde (mega)regionale overeenkomsten zoals NAFTA, TPP, TTIP en TISA. Daarnaast bestaat nog een hele reeks bilaterale investeringsbeschermings-overeenkomsten. De vrees bestaat echter wel dat hiermee afbreuk wordt gedaan aan het wereldwijde overleg binnen de WTO. Met name ontwikkelingslanden dreigen hierdoor uit de boot te vallen, omdat hun onderhandelingspositie verzwakt wordt.

## Besluitvorming binnen de WTO
Binnen de structuur van de WTO nemen de lidstaten besluiten over liberaliseringen van de handel die moeten gelden voor alle leden. De WTO is eigenlijk een forum, of zoals Maes (2002) stelt in een artikel over besluitvorming in de WTO, liever een arena, "waar alle leden hun eigen handelsbelangen verdedigen".
De WTO-arena bevindt zich vooral in het hoofdkantoor te Genève, waar ook de Algemene Raad (General Council) zetelt, die bestaat uit ambassadeurs en hoofden van delegaties.
In diverse werkgroepen, zoals de Goederen Raad (Goods Council), Diensten Raad (Services Council) en Intellectuele Eigendom Raad (Intellectual Property Council), onderhandelen de permanente afgevaardigden over voorbereidingen voor de tweejaarlijkse Ministeriële Conferenties.
Daarnaast zijn er talloze onderwerpen en comités over onder meer handel en milieu, handel en ontwikkeling, en de toetreding van nieuwe leden.
Voorbereidend op de Ministeriële Conferentie zijn er in het verleden ook miniconferenties geweest, waar -gecoördineerd door het WTO-secretariaat- door hogere afgevaardigden van een select groepje lidstaten over de ontwerpteksten wordt onderhandeld.
Dit vindt plaats zodra men er in Genève zelf niet uitkomt en er geen overeenstemming is over een onderhandelingstekst voor de Ministeriële Conferenties.
Een van de veel genoemde bezwaren tegen de WTO is haar wijze van werken, en dan in het bijzonder haar 'consensus building'. Dit besluitvormingsproces is ondoorzichtig en niet democratisch, zo vinden critici. Onder deze kritiek ging ook de GATT gebukt. In theorie hebben alle lidstaten een gelijke stem. Hoewel officieel mogelijk, is stemmen nog nooit voorgekomen. De lidstaat die zich tijdens de vergaderingen niet tégen een voorstel uitspreekt, wordt automatisch geacht vóór te zijn.
Deze vorm van consensus building vindt plaats buiten de formele vergaderingen, in de zogenaamde 'achterkamertjes'. Dit informele overleg wordt beschouwd als noodzakelijk inherent aan de WTO en "neemt de overhand als de tijd begint te dringen of belangrijke beslissingen moeten worden genomen".

### Directeur-generaal

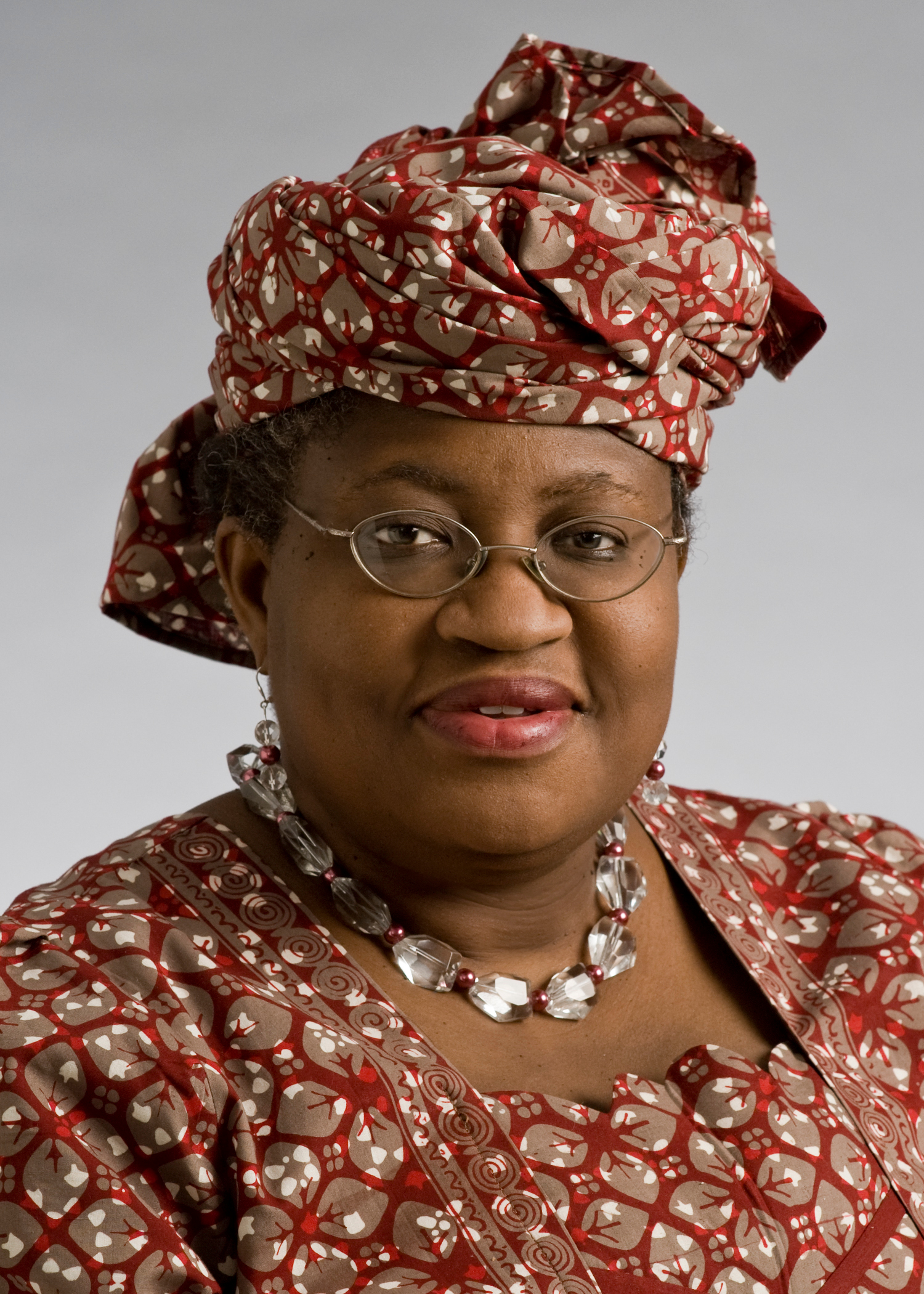
Ngozi Okonjo-Iweala, de huidige directeur-generaal.

De directeur-generaal heeft weinig macht over beleidskwesties, zijn of haar rol is in de eerste plaats adviserend en leidinggevend van aard. De directeur-generaal houdt toezicht op het secretariaat van de WTO met ongeveer 700 medewerkers, en wordt door de WTO-leden – zo mogelijk bij consensus – benoemd voor een periode van vier jaar. De benoemingsprocedure werd in januari 2003 bijgewerkt. Naast de directeur-generaal functioneren nu ook vier adjunct-directeuren-generaal. 

#### Lijst van directeuren-generaal (WTO)
| Naam                  | Land          | Periode   |
| --------------------- | ------------- | --------- |
| Peter Sutherland      | Ierland       | 1995      |
| Renato Ruggiero       | Italië        | 1995–1999 |
| Mike Moore            | Nieuw-Zeeland | 1999–2002 |
| Supachai Panitchpakdi | Thailand      | 2002–2005 |
| Pascal Lamy           | Frankrijk     | 2005–2013 |
| Roberto Azevêdo       | Brazilië      | 2013–2021 |
| Ngozi Okonjo-Iweala   | Nigeria       | 2021–     |

## Arbitrage
Geschillenbeslechting wordt door de WTO beschouwd als de centrale pijler van het multilaterale handelsstelsel en als een "unieke bijdrage aan de stabiliteit van de wereldeconomie". WTO-leden zijn het erover eens dat, als zij menen dat medeleden handelsregels overtreden, zij het multilaterale systeem van geschillenbeslechting zullen gebruiken in plaats van unilateraal actie te ondernemen.
De hoogste instantie bij het beslechten van handelsgeschillen binnen de wereldhandelsorganisatie is het "Appellate Body".
Op 10 december 2019 verloor het hoogste beroepsorgaan van de WTO twee van zijn laatste drie juristen. Door de weigering van de Verenigde Staten om nieuwe leden te benoemen, werd het college waar handelsgeschillen in laatste instantie behandeld werden, de facto buiten werking gesteld. Als gevolg hiervan verloor de WTO veel van haar slagkracht. Het „licht gaat uit”, zei de Chinese ambassadeur bij de WTO. De EU-ambassadeur zei te vrezen dat het wereldhandelssysteem dreigt te vervallen in „economische relaties die gebaseerd zijn op macht”.

## Leden

### Nederland
Nederland is actief bij de onderhandelingen betrokken via de Europese Unie. De minister voor Buitenlandse Handel en Ontwikkelingssamenwerking is de verantwoordelijke bewindspersoon en richt zich op duurzame globalisering, met aandacht voor het milieu en eerlijke handel.

### België
In België is de federale staatssecretaris voor Buitenlandse Handel de verantwoordelijke politicus. Buitenlandse handel valt onder de koepel van de FOD Buitenlandse Zaken.
Sedert de staatshervormingen is de buitenlandse handel echter een gemengde materie, waarvoor zowel de federale regering als de gewesten bevoegd zijn. Zo is het economisch beleid in ruime zin reeds sedert de 3e staatshervorming een gewestelijke bevoegdheid. De federale regering blijft nochtans bevoegd voor cruciale sectoren, voor reglementering en consumentenbescherming.
Bevoegde instellingen in Vlaanderen zijn het agentschap Flanders Investment and Trade en het Departement internationaal Vlaanderen, in Wallonië het departement AWEX. Ook het Brussels Gewest beschikt over een staatssecretaris, bevoegd voor Buitenlandse Handel.

### Europese Unie
De Europese Unie is sedert 1 januari 1995 lid van de WTO, en onderhandelt via de Europese Commissie namens de EU-lidstaten in praktisch alle WTO-bijeenkomsten.

### China
Na 15 jaar praten en onderhandelen werd op 11 december 2001 de Volksrepubliek China lid van de WTO. Overigens kreeg China hierbij niet de status van markteconomie. China moest hiermee instemmen anders was de toetreding tot de WTO geblokkeerd. De andere WTO leden wilden hun industrieën kunnen beschermen tegen een toevloed van goedkope producten uit het land. Bij antidumpingzaken ligt daarmee een groot deel van de bewijslast bij China waarbij niet de Chinese kostprijs de uitkomst van de meeste zaken bepaalt, maar internationale prijzen. Dit maakt voor Europese en Amerikaanse concurrenten eenvoudiger om te stellen dat Chinese producten onder de kostprijs worden verkocht en dat hiertegen actie moet worden genomen. Deze regeling bestaat in principe voor een periode van 15 jaar en loopt tot eind 2016.

### Rusland
Op 16 december 2011 stemden de 153 lidstaten van de WTO unaniem in met de toetreding van Rusland. Het lidmaatschap moet de kwakkelende Russische economie met de grootste handelspartner, de Europese Unie, een impuls geven. Het lidmaatschap vormt het sluitstuk na 18 jaar onderhandelen. Nu Rusland deel uitmaakt van de WTO kan zij goedkoper Europese producten aanschaffen en olie en aardgas efficiënter verkopen. Rusland was het enige G20-land dat niet was aangesloten bij de WTO. Het aandeel van Rusland in de wereldeconomie is ongeveer 2,8%; na de toetreding van Rusland nemen de leden van de handelsorganisatie 97% van de wereldhandel voor hun rekening.

### Lijst van leden
De volgende tabel geeft een overzicht van de huidige leden en hun toetredingsdatum. Er zijn 166 leden sinds 30 augustus 2024.
| Land                           | Datum van toetreding |
| ------------------------------ | -------------------- |
| Afghanistan                    | 29 juli 2016         |
| Albanië                        | 8 september 2000     |
| Angola                         | 23 november 1996     |
| Antigua en Barbuda             | 1 januari 1995       |
| Argentinië                     | 1 januari 1995       |
| Armenië                        | 5 februari 2003      |
| Australië                      | 1 januari 1995       |
| Bahrein                        | 1 januari 1995       |
| Bangladesh                     | 1 januari 1995       |
| Barbados                       | 1 januari 1995       |
| België                         | 1 januari 1995       |
| Belize                         | 1 januari 1995       |
| Benin                          | 22 februari 1996     |
| Bolivia                        | 12 september 1995    |
| Botswana                       | 31 mei 1995          |
| Brazilië                       | 1 januari 1995       |
| Brunei                         | 1 januari 1995       |
| Bulgarije                      | 1 december 1996      |
| Burkina Faso                   | 3 juni 1995          |
| Burundi                        | 23 juli 1995         |
| Cambodja                       | 13 oktober 2004      |
| Canada                         | 1 januari 1995       |
| Centraal-Afrikaanse Republiek  | 31 mei 1995          |
| Chili                          | 1 januari 1995       |
| China                          | 11 december 2001     |
| Colombia                       | 30 april 1995        |
| Comoren                        | 21 augustus 2024     |
| Congo-Brazzaville              | 27 maart 1997        |
| Congo-Kinshasa                 | 1 januari 1997       |
| Costa Rica                     | 1 januari 1995       |
| Cuba                           | 20 april 1995        |
| Cyprus                         | 30 juli 1995         |
| Denemarken                     | 1 januari 1995       |
| Djibouti                       | 31 mei 1995          |
| Dominica                       | 1 januari 1995       |
| Dominicaanse Republiek         | 9 maart 1995         |
| Duitsland                      | 1 januari 1995       |
| Ecuador                        | 21 januari 1996      |
| Egypte                         | 30 juni 1995         |
| El Salvador                    | 7 mei 1995           |
| Estland                        | 13 november 1999     |
| Europese Unie                  | 1 januari 1995       |
| Fiji                           | 14 januari 1996      |
| Filipijnen                     | 1 januari 1995       |
| Finland                        | 1 januari 1995       |
| Frankrijk                      | 1 januari 1995       |
| Gabon                          | 1 januari 1995       |
| Gambia                         | 23 oktober 1996      |
| Georgië                        | 14 juni 2000         |
| Ghana                          | 1 januari 1995       |
| Grenada                        | 22 februari 1996     |
| Griekenland                    | 1 januari 1995       |
| Guatemala                      | 21 juli 1995         |
| Guinee                         | 25 oktober 1995      |
| Guinee-Bissau                  | 31 mei 1995          |
| Guyana                         | 1 januari 1995       |
| Haïti                          | 30 januari 1996      |
| Honduras                       | 1 januari 1995       |
| Hongarije                      | 1 januari 1995       |
| Hongkong                       | 1 januari 1995       |
| Ierland                        | 1 januari 1995       |
| IJsland                        | 1 januari 1995       |
| India                          | 1 januari 1995       |
| Indonesië                      | 1 januari 1995       |
| Israël                         | 21 april 1995        |
| Italië                         | 1 januari 1995       |
| Ivoorkust                      | 1 januari 1995       |
| Jamaica                        | 9 maart 1995         |
| Japan                          | 1 januari 1995       |
| Jemen                          | 26 juni 2014         |
| Jordanië                       | 11 april 2000        |
| Kaapverdië                     | 23 juli 2008         |
| Kameroen                       | 13 december 1995     |
| Kenia                          | 1 januari 1995       |
| Kirgizië                       | 20 december 1998     |
| Koeweit                        | 1 januari 1995       |
| Kroatië                        | 30 november 2000     |
| Laos                           | 2 februari 2013      |
| Lesotho                        | 31 mei 1995          |
| Letland                        | 10 februari 1999     |
| Liechtenstein                  | 1 september 1995     |
| Litouwen                       | 31 mei 2001          |
| Luxemburg                      | 1 januari 1995       |
| Macau                          | 1 januari 1995       |
| Noord-Macedonië                | 4 april 2003         |
| Madagaskar                     | 17 november 1995     |
| Malawi                         | 31 mei 1995          |
| Malediven                      | 31 mei 1995          |
| Maleisië                       | 1 januari 1995       |
| Mali                           | 31 mei 1995          |
| Malta                          | 1 januari 1995       |
| Marokko                        | 1 januari 1995       |
| Mauritanië                     | 31 mei 1995          |
| Mauritius                      | 1 januari 1995       |
| Mexico                         | 1 januari 1995       |
| Moldavië                       | 26 juli 2001         |
| Mongolië                       | 29 januari 1997      |
| Montenegro                     | 29 april 2012        |
| Mozambique                     | 26 augustus 1995     |
| Myanmar                        | 1 januari 1995       |
| Namibië                        | 1 januari 1995       |
| Nederland                      | 1 januari 1995       |
| Nepal                          | 23 april 2004        |
| Nicaragua                      | 3 september 1995     |
| Nieuw-Zeeland                  | 1 januari 1995       |
| Niger                          | 13 december 1996     |
| Nigeria                        | 1 januari 1995       |
| Noorwegen                      | 1 januari 1995       |
| Oeganda                        | 1 januari 1995       |
| Oekraïne                       | 16 mei 2008          |
| Oman                           | 9 november 2000      |
| Oostenrijk                     | 1 januari 1995       |
| Oost-Timor                     | 30 augustus 2024     |
| Pakistan                       | 1 januari 1995       |
| Panama                         | 6 september 1997     |
| Papoea-Nieuw-Guinea            | 9 juni 1996          |
| Paraguay                       | 1 januari 1995       |
| Peru                           | 1 januari 1995       |
| Polen                          | 1 juli 1995          |
| Portugal                       | 1 januari 1995       |
| Qatar                          | 13 januari 1996      |
| Roemenië                       | 1 januari 1995       |
| Rusland                        | 22 augustus 2012     |
| Rwanda                         | 22 mei 1996          |
| Saint Kitts en Nevis           | 21 februari 1996     |
| Saint Lucia                    | 1 januari 1995       |
| Saint Vincent en de Grenadines | 1 januari 1995       |
| Salomonseilanden               | 26 juli 1996         |
| Samoa                          | 10 mei 2012          |
| Saoedi-Arabië                  | 11 december 2005     |
| Senegal                        | 1 januari 1995       |
| Seychellen                     | 26 april 2015        |
| Sierra Leone                   | 23 juli 1995         |
| Singapore                      | 1 januari 1995       |
| Slovenië                       | 30 juli 1995         |
| Slowakije                      | 1 januari 1995       |
| Spanje                         | 1 januari 1995       |
| Sri Lanka                      | 1 januari 1995       |
| Suriname                       | 1 januari 1995       |
| Swaziland                      | 1 januari 1995       |
| Tadzjikistan                   | 2 maart 2013         |
| Taiwan                         | 1 januari 2002       |
| Tanzania                       | 1 januari 1995       |
| Thailand                       | 1 januari 1995       |
| Togo                           | 31 mei 1995          |
| Tonga                          | 27 juli 2007         |
| Trinidad en Tobago             | 1 maart 1995         |
| Tsjaad                         | 19 oktober 1996      |
| Tsjechië                       | 1 januari 1995       |
| Tunesië                        | 29 maart 1995        |
| Turkije                        | 26 maart 1995        |
| Uruguay                        | 1 januari 1995       |
| Vanuatu                        | 24 augustus 2012     |
| Venezuela                      | 1 januari 1995       |
| Verenigd Koninkrijk            | 1 januari 1995       |
| Verenigde Arabische Emiraten   | 10 april 1996        |
| Verenigde Staten               | 1 januari 1995       |
| Vietnam                        | 11 januari 2007      |
| Zambia                         | 1 januari 1995       |
| Zimbabwe                       | 5 maart 1995         |
| Zuid-Afrika                    | 1 januari 1995       |
| Zuid-Korea                     | 1 januari 1995       |
| Zweden                         | 1 januari 1995       |
| Zwitserland                    | 1 juli 1995          |